# 周寧 (嘉靖進士)
周寧（1493年—？），字彥靖，福建興化府莆田縣人，軍籍，明朝政治人物。

## 生平
正德十四年（1519年）己卯科福建鄉試第三十七名舉人。嘉靖十七年（1538年）中式戊戌科會試第一百三十六名，登進士第三甲第九十五名。授丹阳县知县。

## 家族
曾祖周勃；祖父周輔；父周仕，母林氏。具庆下。兄周宣（布政使司左布政使）、周宽、周寅。弟周密（听选官）、周瑞（知县）、周完。